# مارك إيفانز (لاعب كرة قدم)
مارك إيفانز (بالإنجليزية: Mark Evans)‏ (24 أغسطس 1970 بليدز في المملكة المتحدة - ) هو لاعب كرة قدم بريطاني في مركز حراسة المرمى. لعب مع برادفورد سيتي ونادي سكاربورو.